# Церква святого Архістратига Михаїла (Острів)
Церква святого Архістратига Михаїла в Острові — парафія і храм греко-католицької громади Великоберезовицького деканату Тернопільсько-Зборівської архієпархії Української греко-католицької церкви в селі Острів Тернопільського району Тернопільської области.

## Історія церкви
Перші згадки про парафію та дерев'яний храм, який згорів, датуються XVI століттям. Сучасна церква святого Архистратига Михаїла збудована у 1881 році.
План нинішньої церкви розробили київські архітектори. Жертводавцями стали місцева громада та родина графа Баворовського. Наріжний камінь під будівництво храму освятили 25 червня 1878 року. Храм освятили 21 листопада 1882 року, а дзвіницю збудували у 1909 році.
З 1946 по 1989 рік парафія належала до РПЦ. З кінця 1950-х до 1985 року церква не функціонувала. Наприкінці 1980-х — на початку 1990-х років підпільні літургії в Острові проводив о. Василь Семенюк.
З 1993 року парафію неодноразово відвідував владика Михаїл Сабрига.
На парафії є джерело, капличка Матері Божої та Хресна дорога, які мають статус відпустового місця. Проща відбувається у неділю перед святом Успіння Пресвятої Богородиці.

## Парохи
- о. Іван Любович,
- о. Лопатинський,
- о. Іван Заверуха,
- о. Плакида,
- о. Манишівський,
- о. Василь Глуховецький (1921—1946),
- о. Петро Герета (1946—1957),
- о. Древ'янко (1946—1957),
- о. Йосип Янішевський (1985—?),
- о. Василь Семенюк,
- о. Мирослав Богак (з 1995).